# Arrondissement de Deux-Ponts
L'arrondissement de Deux-Ponts est une ancienne subdivision administrative française du département de Mont-Tonnerre créée le 17 février 1800 et supprimée le 11 avril 1814.

## Composition
L'arrondissement de Deux-Ponts comprenait les cantons de Annweiler, Contwig, Deux-Ponts, Gersheim, Hombourg, Hornbach, Landstuhl, Medelsheim, Pirmasens et Waldfischbach-Burgalben.

## Liens
Organisation administrative de l'Empire dans l'almanach impérial pour l'année 1810